# Кевлишвили, Поликарп Гедеонович
Поликарп Гедеонович Кевлишвили (1894—1938) — советский военный деятель, участник Первой мировой войны, Гражданской войны. Командир дивизии. Комбриг (1935).В 1936 году получил очередное звание комдив и второй ромб на петлице (имеется памятная фотография поздравления с этим событием,а также фотография -портрет, на которых ясно видны знаки отличия звания-две ромбы на петлицах.
Награды: кроме указанных был награжден еще двумя орденами Красной звезды и орденом Боевого Красного Знамени,а также именным оружием и именными золотыми часами от маршала Ворошилова К.Е. за заслуги в деле защиты отечества и вклада в боевую подготовку личного состава армии,о чем в семейном архиве  имеется документальное свидетельство.

## Молодые годы
Родился в 1894 году (по другим данным в 1896 году) в селении Двири Горийского уезда Тифлисской губернии. Грузин. Из крестьянской семьи. В 1913 году окончил Боржомскую ремесленную школу. В 1913—1915 гг. работал по вольному найму столяром в г. Агдаш Елизаветпольской губернии.
С началом Первой мировой войны в 1915 году призван в Российскую армию. В 1916 году окончил Душетскую школу прапорщиков. Воевал на Кавказском фронте.
С мая 1916 года служил в 489-м Рыбинском пехотном полку 123-й пехотной дивизии 5-го Кавказского армейского корпуса в качестве младшего офицера, а затем начальника пулемётной команды.
В 1918—1921 гг. служил в национальной армии Грузии в должности командира пулемётной роты. С 1918 года участвовал в подпольной деятельности как сочувствующий партии большевиков.

## В Красной армии
В Красной армии добровольно с марта 1921 года В 1921—1922 гг. — командир батальона особого назначения при Абхазской ЧК. В 1922—1924 гг. — помощник военного комиссара Горийского уезда (Грузия).
С мая 1924 года — командир батальона 3-го Грузинского стрелкового полка.
В 1925—1926 гг. — слушатель Стрелково-тактических курсов «Выстрел».
С октября 1926 года — помощник командира 3-го Грузинского стрелкового полка 1-й Кавказской стрелковой дивизией по хозяйственной части.

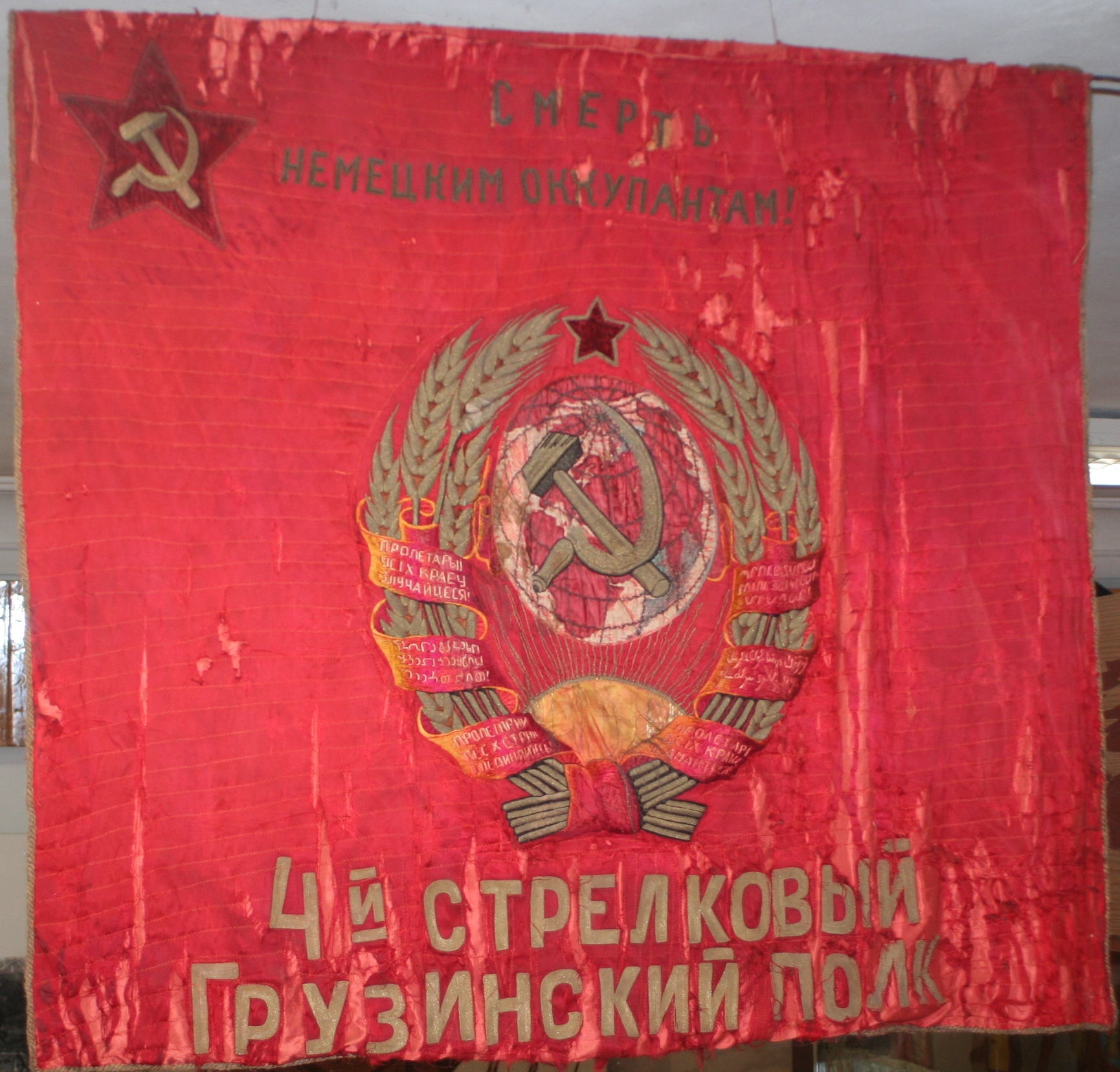
Боевое Знамя. 4-й Стрелковый Грузинский полк 1-й Кавказской сд (гсд). Музей 9-й мсд. Майкоп.

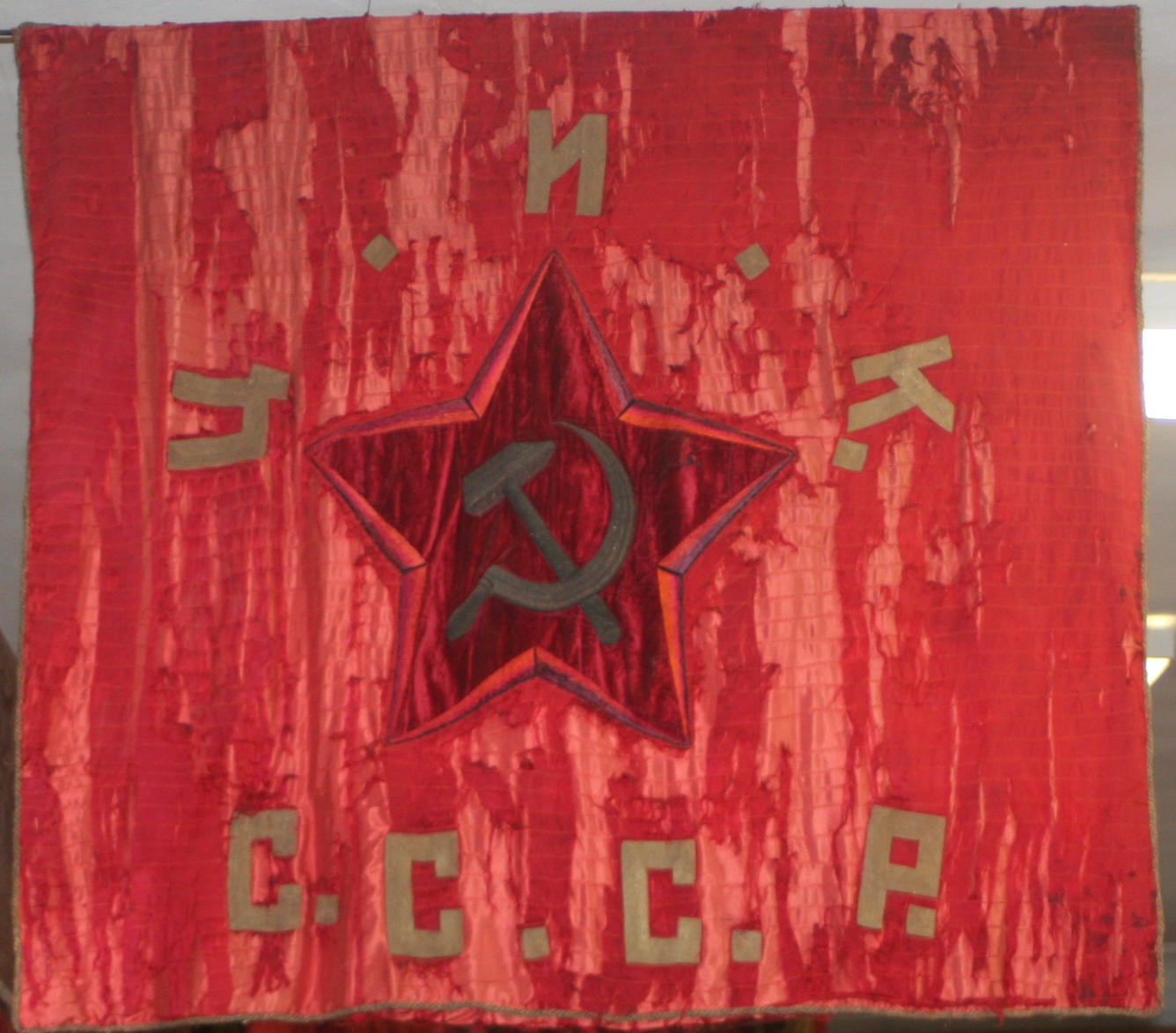
Боевое Знамя. 4-й Стрелковый Грузинский полк 1-й Кавказской сд (гсд) (реверс).

С января 1928 года — командир (с февраля 1930 года и военный комиссар) 4-го Грузинского стрелкового полка 1-й Кавказской стрелковой дивизией.
С ноября 1931 года — заместитель начальника 5-го отдела штаба Кавказской Краснознамённой армии (ККА), а с ноября 1932 года — начальник того же отдела. В марте 1933 года назначен начальником отдела боевой подготовки штаба Кавказской Краснознамённой армии (ККА).
С 19 февраля 1935 года — командир 1-й Кавказской стрелковой дивизией, впоследствии 9-й Краснознамённой горнострелковой дивизии имени ЦИК Грузинской ССР.
В 1936 году за выдающиеся заслуги в борьбе с врагами советской Республики, героическую боевую работу по укреплению и строительству Советской власти в Грузии и отличные показатели в боевой и политической подготовке дивизия под руководством Кевлишвили П. Г. отмечена орденом Красной Звезды. Сам командир 9-й Краснознамённой горнострелковой дивизии имени ЦИК Грузинской ССР за особые заслуги перед государством награждён орденом Красной Звезды (1936).

## Арест и казнь
Арестован 16 июля 1937 года. Военной коллегией Верховного суда СССР 1 октября 1937 года по обвинению в участии в военном заговоре приговорён к расстрелу. Приговор приведён в исполнение.
Определением Военной коллегии от 13 июля 1957 года реабилитирован.

## Воинские чины и звания
- Младший унтер-офицер (1915);
- Прапорщик (1916);
- Подпоручик (ст. с 02.02.1917);
- Комбриг (20.11.1935[3]);
- Комдив  (х.х.1936).

## Награды
- Орден Трудового Красного Знамени Грузинской ССР (1931).
- Орден Красной Звезды (16.08.1936)[4][5];
- Орден Красного Знамени Грузинской ССР (1921)

## Память
- В музее 9-й мсд в Майкопе хранятся Боевое знамя 1-й Кавказской стрелковой дивизии, Боевые знамёна частей, документы о командире Кевлишвили П. Г. и других.
- Имя воина увековечено в Главном Храме Вооружённых сил России и на мемориале «Дорога памяти»[6].